# Vass Patrik
Vass Patrik (Budapest, 1993. január 17. –) magyar labdarúgó, a Nyíregyháza Spartacus középpályása.

## Sikerei, díjai
Gyirmót FC
- Másodosztályú bajnok: 2015–16

 MTK Budapest FC
- Másodosztályú bajnok: 2019–2020